# Oliver Lake
Oliver Eugene Lake (Marianna, 14 september 1942) is een Amerikaanse jazzsaxofonist en componist.

## Biografie
Lake groeide op in New Orleans en bespeelde eerst de drums. Op 18-jarige leeftijd wisselde hij naar de saxofoon. In 1968 behaalde hij een bachelor Muziekeducatie aan de Lincoln University in Jefferson City (Missouri). Vanaf eind jaren 1960 tot begin jaren 1970 behoorde hij met o.a. Julius Hemphill en Charles 'Bobo' Shaw, tot de Black Artists Group van St. Louis. Tussen 1972 en 1974 woonde hij in Parijs. In 1975 ging hij naar New York, waar hij in 1976 het World Saxophone Quartet formeerde met Julius Hemphill, Hamiet Bluiett en David Murray.
In hetzelfde jaar werkte hij mee bij de Wildflowers Loft-sessies. Daarnaast werkte hij met Michael Gregory Jackson en formeerde hij in 1981 de jazz-funk-reggaeband Jump Up, waarmee hij tournees afwerkte door de Verenigde Staten, Europa en Afrika. In 1987 werkte hij als gastmuzikant mee aan het album The Art of the Saxophone van Bennie Wallace. Tijdens de jaren 1990 nam hij een album op met de klassieke pianist Donal Fox en werkte hij met de pianist Borah Bergman. Daarnaast trad hij ook op met de zangeres Björk, de rockmuzikant Lou Reed, de jazzzangeres Abbey Lincoln, het String Trio of New York en de rapgroep A Tribe Called Quest. In totaal nam hij ongeveer tachtig albums op.
Lake componeerde ook, o.a. in opdracht van het Brooklyn Philharmonic Orchestra en van het Arditti String Quartet, moderne klassieke muziek. Zijn werken werden opgevoerd door het Wheeling Symphony Orchestra, de San Francisco Contemporary Players, het New York New Music Ensemble en het Pulse Percussion Ensemble of New York. In 2014 kreeg Lake de met 275.000 dollar gedoteerde Doris Duke Artist Award.
Midden jaren 1990 schreef Lake het solo-theaterstuk Matador Of 1st & 1st, dat hij in 1996 onder Oz Scott opvoerde. Daarnaast houdt hij zich sinds zijn jeugd ook bezig met schilderen. De drummer Gene Lake is zijn zoon.